# Multi Tower
De Multi Tower, voorheen Philipstoren en Brouckère Tower, is een kantoorgebouw in de Belgische hoofdstad Brussel. Het gebouw is aan de Anspachlaan en het De Brouckèreplein gelegen, tussen het Sint-Katelijneplein, Brucity en het Muntcentrum.

## Geschiedenis
De Philipstoren werd gebouwd tussen 1967 en 1969 naar een ontwerp van het architectenbureau Groupe Structures. Hij werd gelijktijdig met het tegenoverliggende Muntcentrum gebouwd en diende oorspronkelijk als hoofdzetel van Philips. Vanaf de bouw was er kritiek op de toren, die in schril contrast met zijn omgeving zou staan. Ook de 10 meter hoge sokkel, de zwarte kleur en het omvangrijke volume ervan vielen niet bij iedereen in goede smaak.
In 2015 verkocht eigenaar Crédit Agricole Corporate and Investment Bank het gebouw aan DW Partners, LP en Whitewood, die het door Conix RDBM Architects grondig wilden laten renoveren. Ze planden een voetgangerspassage door het gebouw en een lichte uitbreiding van de vloeroppervlakte en de toren zou ook een witte kleur krijgen en het dak van de sokkel toegankelijk worden. Het gebouw werd in 2018 ook tot 'Multi Tower' omgedoopt. In de toren zouden ongeveer 2.000 ambtenaren van het Brussels Hoofdstedelijk Gewest onderdak vinden, maar de Brusselse regering koos voor de Silver Tower. Begin 2019 werd een eerste huurder voor de Multi Tower gevonden, WeWork, een onderneming gespecialiseerd in gedeelde werkruimtes.
Sinds 2021 is het hoofdkantoor van bpost in het gebouw ondergebracht.